# Al-Mahani
Abu-Abdullah Muhammad ibn Īsa Māhānī (ابوعبدالله محمد بن عیسی ماهانی, fl. c. 860, fallecido c. 880) conocido como al-Mahani, fue un matemático y astrónomo persa nacido en Mahan, (en la actual provincia de Kermán, en Irán) y que estuvo activo en Bagdad durante el califato abasí. Sus obras matemáticas conocidas incluyeron sus comentarios sobre Elementos de Euclides, Sobre la esfera y el cilindro de Arquímedes y Sphaerica de Menelao, así como dos tratados independientes. Intentó sin éxito resolver un problema planteado por Arquímedes de cortar una esfera en dos volúmenes de una proporción determinada, que luego fue resuelto por el matemático del siglo X Abū Ja'far al-Khāzin. Su único trabajo conocido sobre astronomía que se conserva fue sobre el cálculo de los acimutes. También fue conocido por hacer observaciones astronómicas y afirmó que sus estimaciones de las horas de inicio de tres eclipses lunares consecutivos tenían una precisión de media hora.

## Biografía
Los historiadores saben poco de la vida de Al-Mahani debido a la falta de fuentes bibliográficas que subsisten. Se sabe que nació en la ciudad de Mahan, en Persia (de ahí el nisba Al-Mahani). Estuvo activo en el siglo IX d. C. o siglo III d.H., vivió en Bagdad c. 860 y murió c. 880. A partir de una referencia en las Tablas Hakimitas de Ibn Yunus, se sabe que realizó observaciones astronómicas entre 853 y 866, lo que permitió a los historiadores estimar el tiempo de su vida y actividades.

## Obras

### Matemáticas
Sus trabajos sobre matemáticas cubrieron temas como geometría, aritmética y álgebra, y parte de este podría haber estado motivado por problemas que encontró en astronomía. El catálogo del siglo X Al-Fihrist menciona las contribuciones de al-Mahani en matemáticas, pero no en astronomía.
También trabajó en problemas matemáticos que eran actuales para su época. Escribió comentarios sobre obras matemáticas griegas: Elementos de Euclides, Sobre la esfera y el cilindro de Arquímedes y Sphaerica de Menelao de Alejandría. En sus comentarios añadió explicaciones, actualizó el lenguaje para utilizar términos modernos para su tiempo y reelaboró algunas de las pruebas.  También escribió un tratado independiente, Fi al-Nisba («Sobre las relaciones») y otro sobre la cuadratura de la parábola.
Sus comentarios sobre los Elementos abarcaron los Libros I, V, X y XII; hoy en día sólo sobreviven los del Libro V y partes de los del Libro X y XII. En el comentario del Libro V trabajó sobre la proporción, proponiendo una teoría sobre la definición de proporción basada en fracciones continuas que luego fue descubierta independientemente por al-Nayrizi.
En el comentario sobre el Libro X, trabajó sobre números irracionales, incluidos los números irracionales cuadráticos y los cúbicos. Amplió la definición de magnitudes de Euclides, que incluía sólo rectas geométricas, añadiendo números enteros y fracciones como magnitudes racionales, así como raíces cuadradas y cúbicas como magnitudes irracionales. Llamó a las raíces cuadradas "irracionalidades planas" y a las raíces cúbicas "irracionalidades sólidas", y clasificó las sumas o diferencias de estas raíces, así como los resultados de las adiciones o sustracciones de las raíces a magnitudes racionales, también como magnitudes irracionales. Luego explicó el Libro X utilizando esas magnitudes racionales e irracionales en lugar de magnitudes geométricas como en el original.
Sus comentarios de Sphaerica abarcaron el libro I y partes del libro II, ninguno de los cuales sobrevive hoy en día. Su edición fue actualizada posteriormente por Ahmad ibn Abi Said al-Harawi (en el siglo X). Más tarde, Nasir al-Din al-Tusi (1201-1274) desestimó las ediciones de Al-Mahani y Al-Harawi y escribió su propio tratamiento sobre la Sphaerica, basado en las obras de Abu Nasr Mansur. La edición de Al-Tusi se convirtió en la edición más conocida de la Sphaerica en el mundo de habla árabe.
Al-Mahani también intentó resolver un problema planteado por Arquímedes en Sobre la esfera y el cilindro, libro II, capítulo 4: cómo dividir una esfera por un plano en dos volúmenes de una proporción dada. Su trabajo lo llevó a una ecuación, conocida como «ecuación de Al-Mahani» en el mundo musulmán: {\displaystyle x^{3}+c^{2}b=cx^{2}} . Sin embargo, como lo documentó más tarde Omar Jayam, «tras meditarlo durante un largo tiempo», finalmente no logró resolver el problema. El problema se consideró entonces irresoluble hasta que el matemático persa del siglo X Abu Ja'far al-Khazin lo resolvió utilizando secciones cónicas.

### Astronomía
Sus observaciones astronómicas de conjunciones y eclipses solares y lunares fueron citadas en las zij (tablas astronómicas) de Ibn Yunus (c. 950 – 1009). Ibn Yunus citó a Al-Mahani diciendo que calculó sus tiempos con un astrolabio, y afirmó que sus estimaciones de las horas de inicio de tres eclipses lunares consecutivos tenían una precisión de media hora.
También escribió un tratado, Maqala fi ma'rifat as-samt li-aiy sa'a aradta wa fi aiy maudi aradta («Sobre la determinación del acimut para un tiempo arbitrario y un lugar arbitrario»), su único trabajo sobre astronomía que se conoce que haya sobrevivido hasta hoy. En él, proporcionó dos métodos gráficos y uno aritmético para calcular el acimut, la medida angular de la ubicación de un objeto celeste. El método aritmético corresponde a la regla de los cosenos en el trigonometría esférica, y fue utilizado posteriormente por Al-Battani (c. 858 – 929).
Escribió otro tratado, cuyo título, Sobre la latitud de las estrellas, se conoce, pero cuyo contenido se ha perdido por completo. Según el astrónomo Ibrahim ibn Sinan (908-946), Al-Mahani también escribió un tratado sobre el cálculo del ascendente utilizando un reloj solar.